# Arrondissement de Saxe centrale
L'arrondissement de Saxe centrale est un arrondissement  ("Landkreis" en allemand) de Saxe  (Allemagne), dans le district de Chemnitz.
Son chef lieu est Freiberg (Saxe).
Il fut créé le 1er août 2008, par la réforme des arrondissements de Saxe de 2008.

## Villes, communes & communautés d'administration
(nombre d'habitants en 2007)
| Städte (ville) 1. Augustusburg (5 055) 2. Brand-Erbisdorf (10 949) 3. Burgstädt (11 884) 4. Döbeln (20 726) 5. Flöha (10 320) 6. Frankenberg (16 283) 7. Frauenstein (3 210) 8. Freiberg (42 364) 9. Geringswalde (4 880) 10. Großschirma (6 044) 11. Hainichen (9 236) 12. Hartha (8 111) 13. Leisnig (6 734) 14. Lunzenau (4 929) 15. Mittweida (16 152) 16. Oederan (7 832) 17. Penig (10134) 18. Rochlitz (6 481) 19. Roßwein (7 290) 20. Sayda (2 134) 21. Waldheim (8 711) Verwaltungsgemeinschaften (canton): - Verwaltungsgemeinschaft Burgstädt collectivité territoriale de Burgstädt, Mühlau et Taura; - Verwaltungsgemeinschaft Döbeln collectivité territoriale de Döbeln et Ebersbach; - Verwaltungsgemeinschaft Flöha collectivité territoriale de Falkenau et Flöha; - Verwaltungsgemeinschaft Freiberg collectivité territoriale de Freiberg et Hilbersdorf - Verwaltungsgemeinschaft Lichtenberg/Erzgeb. collectivité territoriale de Lichtenberg/Erzgeb et Weißenborn/Erzgeb; - Verwaltungsgemeinschaft Mittweida collectivité territoriale de Altmittweida et Mittweida; - Verwaltungsgemeinschaft Oederan collectivité territoriale de Frankenstein et Oederan; - Verwaltungsgemeinschaft Ostrau collectivité territoriale de Ostrau et Zschaitz-Ottewig; - Verwaltungsgemeinschaft Rochlitz collectivité territoriale de Königsfeld, Rochlitz, Seelitz et Zettlitz; - Verwaltungsgemeinschaft Roßwein collectivité territoriale de Niederstriegis et Roßwein; - Verwaltungsgemeinschaft Sayda collectivité territoriale de Dorfchemnitz et Sayda; - Verwaltungsgemeinschaft Waldheim collectivité territoriale de Waldheim et Ziegra-Knobelsdorf. | Gemeinden (communes) : 1. Altmittweida (2 081) 2. Bobritzsch-Hilbersdorf (5 941) 3. Claußnitz (3 407) 4. Dorfchemnitz (1 761) 5. Eppendorf (4 687) 6. Erlau (3 541) 7. Großhartmannsdorf (2 739) 8. Großweitzschen (3 228) 9. Halsbrücke (5 539) 10. Hartmannsdorf (4 683) 11. Königsfeld (1 703) 12. Königshain-Wiederau (2 905) 13. Kriebstein (2 495) 14. Leubsdorf (3 828) 15. Lichtenau (7 945) 16. Lichtenberg/Erzgeb. (2 897) 17. Mochau (2 639) 18. Mühlau (2 323) 19. Mulda/Sa. (2 810) 20. Neuhausen/Erzgeb. (3 130) 21. Niederstriegis (1 328) 22. Niederwiesa (5 160) 23. Oberschöna (3 665) 24. Ostrau (4 231) 25. Rechenberg-Bienenmühle (2 237) 26. Reinsberg (3 247) 27. Rossau (3 814) 28. Seelitz (2 016) 29. Striegistal (5 483) 30. Taura (2 611) 31. Wechselburg (2 142) 32. Weißenborn/Erzgeb. (2 702) 33. Zettlitz (832) 34. Ziegra-Knobelsdorf (2 270) 35. Zschaitz-Ottewig (1 417) |